# That's So Raven (banda sonora)
That's So Raven es la primera banda sonora de la serie original de Disney Channel del mismo nombre.

## Información
El álbum incluye canciones cantadas por la estrella del espectáculo, Raven-Symoné y su canción de tema. Una revisión mixta por la Parent Center Family Entertainment Guide llamó tanto "divertido" al álbum como "fiable". El álbum debutó y alcanzó su punto máximo en #44 en la Billboard 200 y ha sido certificado disco de oro en los Estados Unidos por la RIAA. Vendió más de 510 000 copias en EE. UU. y más de 600 000 mundialmente.

## Canciones
| N.º   | Título                                                            | Escritor(es)                                                               | Productor(es)                         | Duración |  |
| 1.    | «Supernatural» (Raven-Symoné)                                     | Matthew Gerrard, Michelle Lewis                                            | Gerrard                               | 2:58     |  |
| 2.    | «Shine» (Raven-Symoné)                                            | Ray Cham, Charlene Licera                                                  | Cham                                  | 3:06     |  |
| 3.    | «Beautiful Soul» (Jesse McCartney)                                | Andy Dodd, Adam Watts                                                      | Watts, Dodd                           | 3:35     |  |
| 4.    | «Got to Be Real» (Cheryl Lynn)                                    | David Foster, Cheryl Lynn, David Paich                                     | Marty Paich, Paich                    | 3:45     |  |
| 5.    | «(There's Gotta Be) More to Life» (Stacie Orrico)                 | Sabelle Breer, Kevin Kadish, Harvey Mason Jr., Damon Thomas, Lucy Woodward | The Underdogs                         | 3:20     |  |
| 6.    | «We Are Family» (Jump5)                                           | Bernard Edwards, Nile Rodgers                                              | Mark Hammond                          | 3:39     |  |
| 7.    | «Superstar» (Jamelia)                                             | Joe Belmaati, Michael Hansen, Marchell Remeeus                             | Cutfather & Joe                       | 3:35     |  |
| 8.    | «Ultimate» (Lindsay Lohan)                                        | Jeffrey Coplan, Robert Ellis Orrall                                        | Mike Simpson                          | 3:07     |  |
| 9.    | «You Gotta Be» (Des'ree)                                          | Ashley Ingram, Des'ree                                                     | Ingram, Des'ree                       | 4:04     |  |
| 10.   | «I'm Every Woman» (Chaka Khan)                                    | Nickolas Ashford, Valerie Simpson                                          | Arif Mardin                           | 4:25     |  |
| 11.   | «Where You Belong» (Huckapoo)                                     | Dana Calitri, Mattias Gustafsson, Nina Ossoff                              | Gustafsson                            | 3:22     |  |
| 12.   | «Jungle Boogie» (Kool & the Gang)                                 | Ronald Bell, Kool & the Gang                                               | —                                     | 3:04     |  |
| 13.   | «Future is Clear» (Jeannie Ortega)                                | Jimmy Harry, Elliot Lurie                                                  | Dave Katz, Lukasz "Dr. Luke" Gottwald | 2:59     |  |
| 14.   | «That's So Raven (Theme Song)» (Raven-Symoné, Orlando, Anneliese) | John Coda                                                                  | Christopher B. Pearman, Def Jef       | 1:30     |  |
| 15.   | «Supernatural (Crystal Ball Mix)» (Raven-Symoné)                  | Gerrard, Lewis                                                             | Gerrard                               | 2:49     |  |
| 49:21 |                                                                   |                                                                            |                                       |          |  |

| Edición Limitada DVD |                                |                              |          |  |
| N.º                  | Título                         | Escritor(es)                 | Duración |  |
| 1.                   | «That's So Raven (Theme Song)» | John Coda                    | 1:32     |  |
| 2.                   | «Superstition»                 | Stevie Wonder                | 3:24     |  |
| 3.                   | «Grazing In The Grass»         | Philemon Hou, Harry Elston   | 3:11     |  |
| 4.                   | «True To Your Heart»           | Matthew Wilder, David Zippel | 3:38     |  |
| 61:06                |                                |                              |          |  |

## Posiciones
| Listas (2004)                           | Posición |
| --------------------------------------- | -------- |
| U.S. Billboard 200                      | 44       |
| U.S Billboard Comprehensive Albums      | 44       |
| U.S Billboard Top R&B/Hip-Hop Albums    | 54       |
| U.S Billboard Top Kid Audio             | 1 (3x)   |
| U.S Billboard Top Soundtracks           | 2        |
| Canadian Albums Chart                   | 18       |
| Australian Albums Chart                 | 98       |
| Alemania (Media Control Charts)         | 23       |
| Japan Oricon International Albums Chart | 12       |

## Karaoke
Disney's Karaoke Series: That's So Raven es un álbum karaoke con las canciones del álbum de la serie de Disney: That's So Raven.
1. "Supernatural" (Instrumental)
2. "Shine" (Instrumental)
3. "We Are Family" (Instrumental)
4. "Ultimate" (Instrumental)
5. "(There's Gotta Be) More to Life" (Instrumental)
6. "Jungle Boogie" (Instrumental)
7. "You Gotta Be" (Instrumental)
8. "That's So Raven (Theme Song)" (Instrumental)
9. "Supernatural" (Vocal Version)
10. "Shine" (Vocal Version)
11. "We Are Family" (Vocal Version)
12. "Ultimate" (Vocal Version)
13. "(There's Gotta Be) More to Life" (Vocal Version)
14. "Jungle Boogie" (Vocal Version)
15. "You Gotta Be" (Vocal Version)
16. "That's So Raven (Theme Song)" (Vocal Version)